# Taça de Portugal 1983-1984
La Taça de Portugal 1983-1984 fu la 44ª edizione della Coppa di Portogallo. La squadra vincitrice fu il Porto, che si aggiudicò la sua quinta coppa nazionale battendo 4-1 il Rio Ave nella finale del 1º maggio 1984 allo Stadio nazionale di Jamor.

## Quarti di finali
| Locali            | Risultato      | Ospiti         |
| ----------------- | -------------- | -------------- |
| Vitória Guimarães | 1 - 0          | Paços Ferreira |
| Torreense         | 0 - 1 (d.t.s.) | Porto          |
| Estoril Praia     | 1 - 1 (d.t.s.) | Rio Ave        |

| Locali           | Risultato | Ospiti |
| ---------------- | --------- | ------ |
| Sporting Lisbona | 2 - 0     | Vizela |

### Ripetizione
| Locali  | Risultato | Ospiti        |
| ------- | --------- | ------------- |
| Rio Ave | 3 - 1     | Estoril Praia |

## Semifinali
| Locali            | Risultato      | Ospiti  |
| ----------------- | -------------- | ------- |
| Vitória Guimarães | 0 - 0 (d.t.s.) | Rio Ave |
| Sporting Lisbona  | 1 - 1 (d.t.s.) | Porto   |

### Ripetizioni
| Locali  | Risultato            | Ospiti            |
| ------- | -------------------- | ----------------- |
| Rio Ave | 1 - 1 (4 - 3 d.c.r.) | Vitória Guimarães |
| Porto   | 2 - 1                | Sporting Lisbona  |

## Finale
| Arbitro: | Vitor Correia (Lisbona) |

|                                          |           |              |
| Sousa 16’, 52’ Gomes 28’ Vermelhinho 38’ | Marcatori | 89’ N'Habola |

| Porto | Rio Ave |

### Formazioni
| Porto          |   |                      |  |     |
|                |   |                      |  |     |
| POR            | 1 | Zé Beto              |  | 74’ |
| DIF            |   | João Pinto           |  |     |
| DIF            |   | Eurico Gomes         |  |     |
| DIF            |   | António Lima Pereira |  |     |
| DIF            |   | Eduardo Luís         |  |     |
| CEN            |   | António Sousa        |  |     |
| CEN            |   | António Frasco       |  | 46’ |
| CEN            |   | Jaime Pacheco        |  |     |
| CEN            |   | Jaime Magalhães      |  |     |
| CEN            |   | Vermelhinho          |  |     |
| ATT            |   | Fernando Gomes ()    |  |     |
| Sostituiti:    |   |                      |  |     |
| POR            |   | António Barradas     |  | 74’ |
| CEN            |   | Joaquim Quinito      |  | 46’ |
| Allenatore:    |   |                      |  |     |
| António Morais |   |                      |  |     |

| Rio Ave             |   |                |  |     |
|                     |   |                |  |     |
| POR                 | 1 | Alfredo Castro |  |     |
| DIF                 |   | Duarte Sá ()   |  |     |
| DIF                 |   | Antero Duarte  |  |     |
| DIF                 |   | Luís Sérgio    |  |     |
| DIF                 |   | Baltemar Brito |  |     |
| CEN                 |   | Cabumba        |  | 29’ |
| CEN                 |   | Adérito Pires  |  |     |
| CEN                 |   | Rui Casaca     |  |     |
| CEN                 |   | Jorge Carvalho |  |     |
| CEN                 |   | Carlos Manuel  |  |     |
| ATT                 |   | Manuel Pires   |  | 65’ |
| Sostituiti:         |   |                |  |     |
| CEN                 |   | Mário Pinto    |  | 65’ |
| ATT                 |   | N´Habola       |  | 29’ |
| Allenatore:         |   |                |  |     |
| José Mourinho Félix |   |                |  |     |